# Campeonato Panamericano de Balonmano Masculino Junior
El Campeonato Panamericano de Balonmano Masculino Junior es la máxima competición de balonmano entre selecciones nacionales de América Sub-21. El torneo se celebra desde el año 1993; la organización corre a cargo de la Federación Panamericana de Balonmano (PATHF) y actualmente se realizan cada dos años, otorga 3 plazas para el Mundial de Handball Sub-21.

## Ediciones
| N.º  | Año  | Sede           | Oro       | Plata     | Bronce      |
| ---- | ---- | -------------- | --------- | --------- | ----------- |
| I    | 1993 | Brasil         | Argentina | Brasil    | Uruguay     |
| II   | 1997 | Brasil         | Brasil    | Argentina | Uruguay     |
| III  | 1999 | Puerto Rico    | Brasil    | Argentina | Puerto Rico |
| IV   | 2001 | Estados Unidos | Brasil    | Argentina | Canadá      |
| V    | 2002 | Chile          | Argentina | Brasil    | Puerto Rico |
| VI   | 2005 | Argentina      | Argentina | Brasil    | Chile       |
| VII  | 2007 | Chile          | Argentina | Brasil    | Chile       |
| VIII | 2009 | Argentina      | Argentina | Brasil    | Groenlandia |
| IX   | 2011 | Brasil         | Argentina | Brasil    | Canadá      |
| X    | 2013 | Argentina      | Brasil    | Argentina | Chile       |
| XI   | 2015 | Brasil         | Brasil    | Argentina | Chile       |
| XII  | 2017 | Paraguay       | Brasil    | Argentina | Chile       |
| XIII | 2019 | Colombia       | Argentina | Brasil    | Chile       |

### Medallero histórico
- Actualizado hasta Colombia 2019 (Palmira).

| Núm. | País        | Oro | Plata | Bronce | Total |
| ---- | ----------- | --- | ----- | ------ | ----- |
| 1    | Argentina   | 7   | 6     | 0      | 13    |
| 2    | Brasil      | 6   | 7     | 0      | 13    |
| 3    | Chile       | 0   | 0     | 6      | 6     |
| 4    | Uruguay     | 0   | 0     | 2      | 2     |
| 5    | Canadá      | 0   | 0     | 2      | 2     |
| 6    | Puerto Rico | 0   | 0     | 2      | 2     |
| 7    | Groenlandia | 0   | 0     | 1      | 1     |